# Technologische singulariteit
De technologische singulariteit is een theoretisch scenario voor technologische groei in de artificiële intelligentie. Het weerspiegelt dat AI in de toekomst zichzelf zal verbeteren waardoor het kunstmatige neuraal netwerk, via het Hopfield-netwerk (Nobelprijswinnaar 2024), zelf de richting zal bepalen hoe het zich verder ontwikkelt. Dit kan na verloop van tijd de menselijke intelligentie aanzienlijk overtreffen met een cyclus om zichzelf in stand te houden. Bij realisatie zal de technologische singulariteit zeker onvoorspelbare veranderingen in de menselijke beschaving teweegbrengen.
Het vakgebied futurologie gaat dieper in op de wetenschap en het onderzoek van de toekomst. De singulariteit zou in gang kunnen worden gezet door bijvoorbeeld kunstmatige intelligenties of posthumans, die zichzelf in hoog tempo blijven verbeteren. Het bespreekt de toekomstige breekpunten wanneer de vooruitgang zo snel gaat dat menselijke intelligentie de resulterende maatschappij niet meer kunnen begrijpen. 

## Omschrijving
Het concept 'singulariteit' werd voor het eerst uitvoerig beschreven door de Amerikaanse wiskundige en sciencefictionschrijver Vernor Vinge in zijn essay 'Singularity' (1993) en wordt tegenwoordig vooral uitgedragen door uitvinder en ondernemer Ray Kurzweil die 2045 voorspelde als jaar waarin dit bereikt zou worden.
Onder de technologische singulariteit wordt doorgaans verstaan:
- een tijd in de toekomst waar de technologische vooruitgang zo snel gaat dat mensen met hun tegenwoordige intelligentie de resulterende maatschappij niet meer kunnen begrijpen
- het tijdstip waarop alle exponentiële trends die sinds het ontstaan van het leven zijn begonnen allemaal samen komen en door het plafond gaan
- het tijdstip waarop de eerste kunstmatige intelligenties of posthumans (verbeterde mensen met een opgevoerde intelligentie) hun verdere ontwikkeling in eigen hand nemen en zichzelf zo snel gaan verbeteren dat de wereld kort daarop eveneens onbegrijpelijk wordt voor hedendaagse mensen

### Voorwaarden
Bij dit alles wordt wel als essentiële voorwaarde genomen dat:
- het voor de mensheid op een gegeven tijdstip mogelijk moet zijn om een aan de menselijke intelligentie op zijn minst gelijkwaardige kunstmatige intelligentie te creëren
- het mogelijk moet zijn een normaal menselijk brein zodanig aan te passen dat de resulterende geest een tegenwoordig bestaande menselijke ziel in intelligentie overtreft

Hierover echter zijn de meningen onder onderzoekers vooralsnog verdeeld.

## Theorievorming
Het begrip ontstond in de jaren 1950. Stanislaw Ulam zei in mei 1958, verwijzend naar een conversatie met de wiskundige John von Neumann:

Een van de conversaties spitste zich toe op de steeds versnellende vooruitgang van technologie en veranderingen in de manier van menselijk leven, wat lijkt op het naderen van een bepaalde essentiële singulariteit in de geschiedenis van ons ras, waar voorbij de menselijke beslommeringen, zoals we ze kennen, niet kunnen voortgaan.

Dit citaat wordt dikwijls uit zijn context gehaald en toegeschreven aan Neumann zelf. In 1965 beschreef de statisticus Irving John Good een concept dat nog meer leek op ons hedendaags singulariteitsbegrip, omdat hij ook het aspect van bovenmenselijke intelligentie insloot:

Laten we een ultra-intelligente machine definiëren als een machine die veel intelligenter is dan alle intelligente activiteiten van enig mens, hoe slim ook. Aangezien het ontwerpen van machines een van die intelligente activiteiten is, zou een ultra-intelligente machine veel betere machines kunnen ontwerpen; er zou dan ongetwijfeld een 'explosie van intelligentie' ontstaan, die de intelligentie van de mens ver achter zich zou laten. De eerste ultra-intelligente machine zou dus de laatste uitvinding zijn die de mens nodig zou hebben.

### Vernor Vinge
De Amerikaanse wiskundige en sciencefictionauteur Vernor Vinge begon in de jaren 1980 te spreken over de singulariteit en verzamelde zijn gedachten over dit onderwerp in januari 1983 in een voorwoord voor het inmiddels opgeheven tijdschrift Omni. Hij beschreef het concept voor het eerst uitvoerig in 1993 in zijn essay 'Singularity'. Het essay van Vinge bevat de vaak geciteerde zin:

Binnen dertig jaar zullen we de technologische middelen hebben om bovenmenselijke intelligentie te creëren. Kort daarna zal het menselijk tijdperk beëindigd zijn.

Sindsdien is dit een onderwerp geweest voor veel sciencefictionschrijvers. Er is nog steeds veel discussie of deze singulariteit werkelijk gaat optreden en wanneer. Veel voorspelde momenten waarop er intelligente computers zouden bestaan zijn al ongemerkt gepasseerd.
De singulariteit van Vinge wordt dikwijls misbegrepen als zou technologische vooruitgang afstevenen op oneindigheid, zoals in een mathematische singulariteit. Vinge wil eigenlijk zeggen dat voor hedendaagse intelligente mensen de maatschappij van na de singulariteit niet meer te begrijpen valt. In zijn sf-roman Marooned in realtime (1986) vergeleek hij dit zo:

Een platworm kan een miljoen jaar naar een opera kijken, maar hij zal daarvan nooit iets begrijpen.

Eigenlijk was de term meer gekozen als een metafoor uit de natuurkunde dan uit de wiskunde; naarmate de singulariteit nadert, worden de modellen van de toekomst minder betrouwbaar, net zoals de gebruikelijke modellen van de natuurkunde het laten afweten naarmate een zwaartekrachtsingulariteit nadert, zoals bij een zwart gat en de oerknal.
Vinge schreef dat bovenmenselijke intelligenties, of ze nu gecreëerd worden door cybernetisch verbeteren van het menselijk brein (intelligence amplification, IA) of door kunstmatige intelligentie (artificial intelligence, AI), beter in staat zullen zijn om hun eigen intelligentie te vermeerderen dan de mensen die hen maakten:

Wanneer bovenmenselijke intelligentie de vooruitgang bepaalt, dan zal die vooruitgang sneller verlopen.

Van deze feedbackloop van zichzelf verbeterende intelligentie wordt verwacht dat deze steeds grotere technologische vooruitgang brengt in steeds kortere tijdspannen. Voor hedendaagse mensen zal deze nieuwe technologie en de daarmee gevormde wereld en maatschappij snel onbegrijpelijk worden. In zijn roman A Fire Upon the Deep (1992) refereerde Vinge hier al aan. De helden van het verhaal, dat in de verre toekomst speelt, krijgen te maken met zeer ver ontwikkelde machines die veel kenmerken van het leven hebben. Zo hebben deze machines het uiterlijk van plantachtige groeisels die op moleculair niveau werken, zoals in levende wezens die op cellulair niveau ook als zeer complexe moleculaire machines te beschouwen zijn. Ook groeien deze machines, als dit nodig is, vanuit een zaadachtig begin uit tot grotere eenheden. Deze machines maken gebruik van atomen en moleculen uit hun omgeving voor hun groei en onderhoud en de benodigde energie voor normaal gebruik halen ze uit zonne-energie. Maar als het nodig is halen ze op een onbekende wijze energie uit de structuur van de ruimte-tijd zelf, maar dan op zo'n grote schaal dat als neven-effect de zon zelfs bijna uitdooft door de enorme hoeveelheid energie die, op een onbegrijpelijke manier, eraan onttrokken wordt.

### Raymond Kurzweil

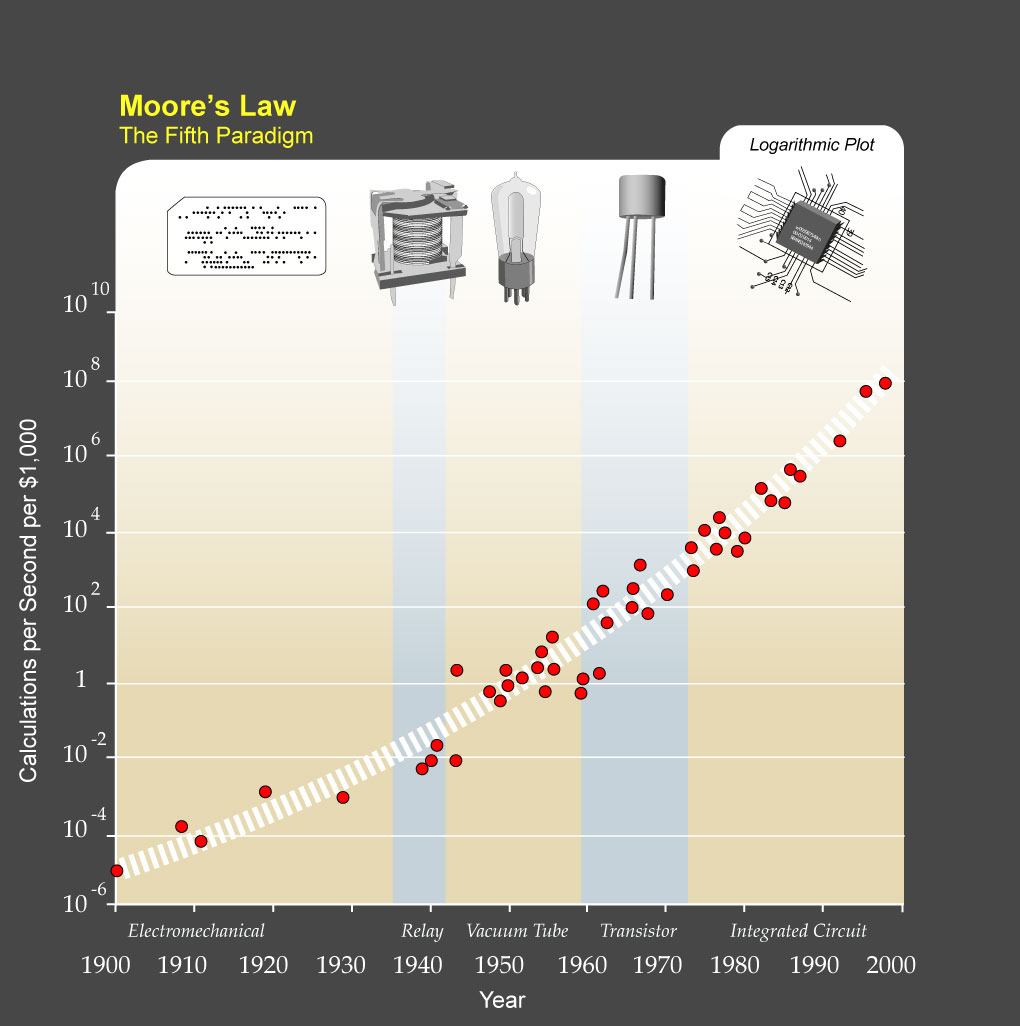
Moore's Law van 1900-2000 in de visie van Kurzweil

Raymond Kurzweil heeft een theorie opgesteld waarin de wet van Moore ruimer wordt geïnterpreteerd en stelt een generalisatie van Moores wet voor. De wet van Moore vormt voor de meeste aanhangers van de singulariteitshypothese de basis van hun geloof in de singulariteit en beschrijft een exponentieel groeipatroon in de complexiteit van geïntegreerde schakelingen van halfgeleiders. Kurzweil breidt dit uit en sluit technologieën van ver voor de geïntegreerde schakelingen in tot toekomstige vormen van berekening. Moore sprak alleen over de evolutie van transistors vanaf de jaren 1960, Kurzweil begint zijn dubbel exponentiële curve al begin 20e eeuw bij de ponskaartmachines.
Hij suggereert een exponentieel patroon in de vooruitgang van technologie in de loop van de menselijke geschiedenis en zelfs van voor het begin van het leven op aarde. De hele evolutie vanaf de oerknal tot nu kan volgens hem gezien worden als een exponentiële groei van intelligentie, voortgezet in kunstmatige intelligentie.
Hij beweert dat een nieuwe technologie op de proppen komt telkens als er een barrière opduikt. Zo zal volgens hem nanotechnologie de wet van Moore gaande houden als de huidige productiemethoden van microchips op een natuurkundige barrière stuiten. Hij voorspelt dat dergelijke paradigmaverschuivingen steeds vaker zullen voorkomen naarmate de singulariteit dichter benaderd wordt. Hij gelooft dat de exponentiële groei van Moores wet zal doorlopen voorbij het gebruik van geïntegreerde circuits tot in technologieën die voor de huidige mens nog onbekend zijn, of die we ons zelfs nog niet kunnen voorstellen, die gedurende de 21e eeuw culmineert in ongebreidelde technologische vooruitgang en ten slotte tot de singulariteit. De technologische vooruitgang schiet dan heel snel in de tijd naar oneindig. Dit beschreef hij als technologische verandering zo snel en grondig dat het een breekpunt is in de menselijke geschiedenis.
De wet zoals Raymond Kurzweil haar beschreef heeft bij veel mensen hun begrip van de wet van Moore doen veranderen. Men is dikwijls geneigd te geloven dat het Moore was die met zijn wet voorspellingen deed over alle vormen van technologie, terwijl hij het alleen maar had over halfgeleiderschakelingen. Veel futurologen gebruiken nog steeds de term wet van Moore om ideeën als die van Kurzweil te beschrijven. Zoals Ray Kurzweil in zijn boek Kurzweil on the edge. The intelligent universe (2002) het zegt:

Een analyse van de geschiedenis van de technologie toont dat technologische verandering exponentieel is, in tegenstelling tot de gebruikelijke 'intuïtieve lineaire' visie. We zullen dus geen 100 jaar van verandering ervaren gedurende de 21ste eeuw - het zullen er eerder 20.000 zijn (gemeten aan ons huidige idee van verandering). De 'opbrengsten' zoals chipsnelheid en kosteffectiviteit vermeerderen ook exponentieel. Er is zelfs exponentiële groei in de exponentiële groei (dubbel exponentiële groei, S-curve). Binnen enkele decennia zal machine-intelligentie menselijke intelligentie overstijgen en leiden tot de singulariteit - technologische veranderingen die zo snel en allesomvattend zijn dat er sprake is van een breekpunt in de menselijke geschiedenis. De gevolgen zullen onder andere inhouden: het samengaan van biologische en non-biologische intelligentie, onsterfelijke op software gebaseerde menselijke wezens en ultrahoge niveaus van intelligentie die zich in het universum verspreiden met de snelheid van het licht.

Als informatie niet sneller kan verspreid worden dan de snelheid van het licht en als die kosmische afstanden werkelijk onoverbrugbaar blijken (als er dus geen shortcuts via wormgaten mogelijk zijn) dan zal de verspreiding van informatie traag verlopen en bepaald worden door de lichtsnelheid. Binnen 200 jaar zullen we ongeveer alle materie en energie in het zonnestelsel voor computatie gebruikt hebben, gebaseerd op ons huidig begrip van de beperkingen en eigenschappen van computatie binnen dit tijdsbestek. Ik veronderstel echter dat intelligentie zich sneller zal verspreiden gebruikmakend van andere dimensies en meer van dergelijke shortcuts. Het lijkt misschien wel heel moeilijk, maar we praten hier over supreem intelligente technologieën en wezens. Als er manieren zijn om in andere delen van het universum te geraken via shortcuts zoals wormgaten, dan zullen ze er gebruik van maken en zal informatie zich sneller verspreiden. Dan kunnen we misschien het hele universum bereiken, dat wil zeggen {\displaystyle 10^{80}} protonen, fotonen, en andere elementaire deeltjes, die volgens Seth Lloyd 1090 bits vertegenwoordigen, zonder beperkt te worden door de snelheid van het licht.

Als de snelheid van het licht geen probleem vormt, en ik wijs erop dat dit op dit moment speculatie blijft, dan zullen we binnen 300 jaar het ganse universum verzadigen met intelligentie en het gehele universum zou dan ontwaken tot een extreme mate van intelligentie en totaal manipuleerbaar zijn. We vermeerderen onze computatieve vermogens met een factor van {\displaystyle 10^{3}} per decennium. Dit is een conservatieve schatting, aangezien de mate van versnelling ook nog eens versnelt (dubbel exponentiële groei). Het is dus conservatief om te stellen dat binnen 30 decennia (300) jaar, we onze huidige computatieve vermogens met een factor van 1090 zouden vermeerderd hebben. Dan zouden we de schatting van Seth Lloyd - er zijn 1090 bits in dit universum - overtroffen hebben.

Kurzweil breidt deze thema's verder uit in zijn boeken zoals The age of spiritual machines (2000) en The singularity is near (2005). Zijn voorspellingen verschillen van die van Vinge in zoverre dat Kurzweil een veel geleidelijkere overgang naar de singulariteit voor de volledige mensheid voorziet, terwijl Vinge snelle zichzelf verbeterende bovenmenselijke intelligentie vooropstelt. Dit verschil wordt dikwijls gedefinieerd als de zachte en harde singulariteit.

## Evolutie van de maatschappij
Sommigen beschouwen de singulariteit als een logisch gevolg van de evolutie van de maatschappij. Veel sociologen en antropologen hebben sociale theorieën geconstrueerd die sociale en culturele evolutie behandelen. Enkelen, zoals Lewis H. Morgan, Leslie White, Gerard Lenski en Ester Boserup, beschouwen technologische vooruitgang als de primaire drijfveer van de zich ontwikkelende menselijke beschaving.
Morgan stelt drie grote fasen voorop in de sociale evolutie, savagery, barbarism en civilisation. Die fasen worden onderscheiden aan de hand van technologische mijlpalen zoals:
- menselijke vuurbeheersing, de boog en keramiek in de wilde fase
- domesticatie van dieren, landbouw en metaalbewerking in de barbaarse fase
- ten slotte het alfabet en het schrift in de beschaafde fase

In plaats van specifieke uitvindingen nam White energie als maatstaf om de evolutie van beschavingen te bepalen. Voor White is het bekomen en controleren van energie de voornaamste functie van cultuur. White onderscheidt vijf fasen in de ontwikkeling van de menselijke beschaving:
- in de eerste fase gebruiken de mensen de energie van hun eigen spieren
- in de tweede gebruiken ze de energie van gedomesticeerde dieren
- in de derde gebruiken ze de energie van de planten (landbouwrevolutie)
- in de vierde fase leren ze gebruik te maken van natuurlijke energiebronnen zoals kolen, olie en gas
- in de vijfde en laatste fase maken ze gebruik van nucleaire energie

White introduceerde de formule P = E x T, waarbij E een maatstaf van de geconsumeerde energie is en T een maat is voor de efficiëntie van technische factoren bij het gebruik van energie. In zijn eigen woorden cultuur evolueert als de hoeveelheid opgewekte energie per capita per jaar vermeerdert, of als de efficiëntie van de instrumentele middelen om energie aan te wenden vermeerdert.
De Russische astronoom Nikolaj Kardasjev extrapoleerde deze theorie om de Kardasjevschaal op te stellen, die het energieverbruik van geavanceerde beschavingen categoriseert. In haar grondvorm heeft de schaal drie categorieën, waarin beschavingen op basis van hun energieproductie ingedeeld worden:
Type Ide beschaving is in staat om alle op een planeet beschikbare energie te gebruiken. Dat is ongeveer 1016 W (voor de Aarde zelfs iets meer dan 1.74×1017 W)
Type IIde beschaving is in staat om alle beschikbare energie die uitgaat van een enkele ster te gebruiken, dat is ongeveer 1026 W
Type IIIde beschaving is in staat om de totaal beschikbare energie in een melkwegstelsel te gebruiken, dat is ongeveer 1036 W
De menselijke beschaving bevindt zich nog ergens onder type I, aangezien we slechts een deel van de beschikbare energie op de Aarde weten te gebruiken. Deze status heet onofficieel Type 0. Een Dysonbol is type II op deze schaal en de mensheid is op dit moment ongeveer op niveau 0,7 beland.
Gerhard Lenski gebruikt een moderne aanpak en focust op informatie. Hoe meer informatie en kennis (vooral als die toelaat de natuurlijke omgeving te manipuleren) een bepaalde maatschappij heeft, hoe geavanceerder ze is. Hij identificeert vier fasen in de ontwikkeling van beschavingen, gebaseerd op mijlpalen in de geschiedenis van de communicatie.
- in de eerste fase wordt informatie doorgegeven via de genen
- in de tweede, wanneer de mensheid zintuiglijk bewustzijn ontwikkelt, kunnen ze leren en informatie doorgeven via ervaring
- in de derde fase beginnen de mensen tekens te gebruiken en ontwikkelen ze de logica
- in de vierde fase creëren ze symbolen en ontwikkelen ze taal en schrift

Vooruitgang op het vlak van communicatie vertaalt zich in vooruitgang van de economie en politiek, distributie van goederen, sociale ongelijkheid en tal van andere sferen van menselijk samenleven. Hij onderscheidt maatschappijen ook op hun niveau van technologische ontwikkeling, communicatie en economie;
1. jagers-verzamelaars
2. eenvoudige landbouw
3. geavanceerde landbouw
4. industrie
5. speciale samenlevingen (zoals vissersgemeenschappen)

Ten slotte zijn er de sociologen en antropologen zoals Alvin Toffler (auteur van Future shock), Daniel Bell en John Nashbitt die theorieën over postindustriële samenlevingen opgesteld hebben. Ze argumenteren dat het huidige tijdperk van de industriële samenlevingen zijn einde nadert en dat diensten en informatie belangrijker geworden zijn dan industrie en goederen. Sommige meer extreme visies op postindustriële samenlevingen, vooral in fictie dan, lijken veel op postsingulariteit samenlevingen.

## Mogelijke gevaren
Sceptici geven verschillende (mogelijk zelfs dodelijke) gevaren voor de mensheid aan:
- gevaarlijke situaties die voortkomen uit de technieken die uiteindelijk een AI moeten opleveren
- gevaren voortkomend uit een uiteindelijke AI zelf
- gevaren voortkomend uit het hedendaagse geloof in deze toekomst

### Gevaarlijke technieken
Sommige mensen beweren dat geavanceerde technologieën te gevaarlijk zijn voor de mens, zodat ze eigenlijk moreel gezien verboden zouden moeten zijn. Er wordt gevreesd voor een technologische utopie. Veel anderen zijn tegen de singulariteit zonder echter tegen moderne technologie als zodanig te zijn zoals de neoluddieten. Gevaarlijke technieken die dikwijls aangehaald worden zijn moleculaire nanotechnologie en genetische manipulatie. In een vergevorderd stadium kunnen deze technologieën mogelijk een superintelligentie voortbrengen maar voor het zover is kunnen hiermee bijvoorbeeld ook levensgevaarlijke nieuwe virussen geschapen worden waartegen geen kruid gewassen is. Deze dreigingen zijn belangrijke onderwerpen, zowel voor singulariteitsvoorstanders als voor singulariteitscritici, en waren het onderwerp van een artikel door Bill Joy gepubliceerd in Wired magazine, getiteld 'Why the future doesn't need us'. Oxford University filosoof Nick Bostrom vatte de gevaren van de singulariteit voor het overleven van de mensheid samen in zijn essay 'Existential risks'.
Veel singularitarianen beschouwen nanotechnologie als een van de belangrijkste existentiële risico's voor de mensheid. Daarom geloven de meesten dat nanotechnologie zou moeten worden voorafgegaan door Seed-AI (een soort basis artificiële intelligentie) en dat een pre-singulariteit maatschappij dus geen nanotechnologie zou mogen bezitten. Anderen, zoals het Foresight Institute, stimuleren juist initiatieven om moleculaire nanotechnologie te creëren, omdat ze geloven dat nanotechnologie ook veilig gemaakt kan worden voor pre-singulariteit gebruik of zelfs dat nanotechnologie de komst van een gunstige singulariteit kan versnellen.

### Intelligentie en morele waarden
Sommige denkers vermoeden dat bovenmenselijke intelligenties andere prioriteiten zullen stellen dan de mensheid. Omdat per definitie 'gewone' intelligente mensen de superintelligenties niet meer kunnen volgen en deze ook nog eens steeds sneller intelligenter worden zal het deze entiteiten geen enkele moeite kosten om alle mogelijke tegenstand te voorzien en op voorhand uit te schakelen.
Hoewel sommigen tegenwerpen dat met hoge intelligentie ook automatisch hoge morele waarden samengaan zijn er anderen die dit automatisme ontkennen. Vaak wijzen ze op de nazi's die zich bij het in praktijk brengen van hun racistische en totalitaire ideologie niet lieten leiden door enig moreel principe. Ondanks dit onweerlegbare feit verleenden veel hoogintelligente mensen zoals geleerden, artsen en ingenieurs vrijwillig hun medewerking aan het regime, zeker in de jaren 1930 en het begin van de oorlog toen ze nog succesvol leken. Blijkbaar hadden deze, toch als bovengemiddeld intelligent aan te merken mensen, geen morele bezwaren tegen de nazi's en hun ideologie. AI-researcher Hugo de Garis veronderstelt daarom, wijzend op onder andere dit historisch voorbeeld, dat bovenmenselijke intelligenties de mensheid gewoon gaan elimineren en dat de mensheid hen niet kan stoppen.
Voorstanders van vriendelijke artificiële intelligentie zien ook in dat de singulariteit weleens grote gevaren voor de mensheid met zich zou kunnen meebrengen, en juist om deze reden zetten zij zich in om de singulariteit veiliger te maken door AI te creëren die welwillend tegenover de mensen zal zijn. Dit idee is ook vervat in de drie wetten van de robotica van Isaac Asimov, bedoeld om een artificieel intelligente robot te verhinderen mensen kwaad te doen, hoewel de plot van Asimovs verhalen dikwijls net het falen van zijn wetten behelst. Een instituut in de VS dat zich bezighoudt met het veiliger maken van een mogelijke AI is het Machine Intelligence Research Institute (MIRI) opgericht door singulariteitsenthousiast Eliezer Yudkowski en gesteund door onder anderen Ray Kurzweil.

### Massale werkloosheid
De oorspronkelijke Luddieten vochten tegen de mechanisatie van de eerste industriële revolutie (Engeland vanaf 1750) uit vrees dat de tewerkstelling zou afnemen en sommige tegenstanders van de singulariteit beweren hetzelfde. Alhoewel de vrees van de Luddieten niet werd gerealiseerd, gezien de groei van de tewerkstelling na de industriële revolutie (landbouwers vonden nieuw werk als fabrieksarbeiders, technici, kantoorwerkers en bedienden), toch was er inderdaad een vermindering van bepaalde vormen van tewerkstelling: een dramatische vermindering in de tewerkstelling van kinderen en ouderen wat moreel gezien een goede zaak was. De stelling van onder anderen Henry Hazlitt is dan ook dat enkel gewenste tewerkstelling in acht genomen zou moeten worden bij het voorkomen van werkloosheid van de massa. Een postsingulariteitsmaatschappij zal veel rijker zijn dan een presingulariteitsmaatschappij (dankzij een verbeterde manipulatie van materie en energie om tegemoet te komen aan de menselijke noden) waarbij genoeg overblijft om eventuele werklozen te onderhouden. Een mogelijk scenario voor de singulariteit is een verhoging van per capita inkomen en een verlaging van de tewerkstelling waarbij iedereen zonder werk een soort basisinkomen wordt gegarandeerd. Maar voor de invoering van een basisinkomen moet er wel genoeg draagvlak zijn hiervoor onder de machthebbers en bij de financiële elite en grote bedrijven wereld. Vooralsnog zijn de tekenen daarvoor niet gunstig omdat het neoliberalisme nog hoogtij viert in het politieke en economische denken waarbij zoveel mogelijk aan de vrije markt wordt overgelaten. Degenen die niet mee kunnen komen, zoals zieken, gehandicapten, werklozen en bejaarden, worden daarbij vaak aan hun lot overgelaten. Zo ontstaat er geleidelijk een tweedeling in de maatschappij: een steeds rijkere elite en een groeiende, steeds meer verpauperende onderlaag.

### Een eeuwig superieure elite
Theodore Kaczynski, een heftige tegenstander van de singulariteit en een neo-luddiet, werd berucht als de Unabomber. Hij schrijft, zoals andere sceptici, dat een superintelligente entiteit de mensheid onherroepelijk zal uitroeien of anders zal gebruiken als willoos werktuig voor zijn ondoorgrondelijke doeleinden. Anderzijds argumenteert Kaczynski, als AI niet gecreëerd wordt, zal supergeavanceerde technologie een opperklasse toelaten die niet meer te bestrijden valt wegens hun bovenmenselijke intelligentie. Deze opperklasse zal oorspronkelijk bestaan uit de huidige economische en politieke top van de mensheid (the mighty, rich and famous) die exclusief toegang heeft tot de eerste technologische middelen om het lichaam voor onbepaalde tijd biologisch gezond te houden en tot het uitbreiden van de intelligentie. Daarmee krijgen ze de middelen in handen die de grote massa eveneens zal uitschakelen. De mensen zullen door de machthebbers gereduceerd zijn tot de status van tamme dieren na voldoende technologische vooruitgang om dissidenten voor onbepaalde tijd onder absolute controle te houden. Zowel Bill Joy als Ray Kurzweil citeren Kaczynski in hun werk.

### Sceptici
John Zerzan en Derrick Jensen vertegenwoordigen samen met Kaczynski de anarcho-primitieve school ook wel eco-anarchisme genaamd. Zij beschouwen de singulariteit als een orgie van machinecontrole, en een verlies voor het wilde en onvoorwaardelijk vrije bestaan buiten het domein van de beschavingen. Milieugroeperingen zoals Earth liberation en Earth First! zien de singulariteit als een gegeven dat kost wat kost vermeden moet worden. James John Bell heeft artikelen geschreven voor Earth First! en voor andere publicaties, waarin hij waarschuwt voor de singulariteit. Hij schreef ook Essays zoals 'Exploring the singularity' en 'technotopia and the death of nature: clones, supercomputers and robots'. Green Anarchy is een publicatie waar Kaczynski en Zerzan regelmatig in publiceren en waarin regelmatig tegen de singulariteit wordt geschreven. Voorbeeld 'Singular Rapture', geschreven door MOSH, dit verwijst naar Kurzweils M.O.S.H., voor Mostly Original Substrate Human.

## Kritiek
Er zijn verschillende kritieken op het toekomstbeeld dat de singulariteitsaanhangers schetsen.

#### Kritiek op de technologische aannames
De singulariteit-toekomstvisie doet enkele twijfelachtige aannames rondom haar belangrijkste argument, de Wet van Moore:
- de wet van Moore is geen natuurwet, ze is slechts een observatie dat de ontwikkeling van transistoren per vierkante centimeter een tijd lang stabiel is. Het is niet vanzelfsprekend dat deze wetmatigheid door zal zetten, stelt onder andere Gordon Moore zelf.[15] De populariteit van het singulariteit-idee rust in grote mate op de moeite die non-wetenschappers hebben met het doorzien van het onderscheid tussen wet en een wetmatigheid. Door de wet van Moore als een absoluut gegeven te nemen, en te impliceren dat het een soort natuurwet is, kan veel kritiek opzij geschoven worden. Andere factoren die een rol spelen in innovatieprocessen, zoals de vraag vanuit de markt, de invloed van politiek en wetgeving, de normen van een maatschappij, en zelfs de fundamentele grenzen van de wetenschap zelf, beschouwen ze als achtergrondruis
- natuurkundig gezien zitten er grenzen aan de verkleining van op silicium gebaseerde computerchips. Als de huidige trend in verkleining van chips aanhoudt, zullen tussen 2020 en 2025 de grenzen bereikt zijn, omdat de circuits dan zo klein worden dat elektronen niet meer betrouwbaar door de chips zullen bewegen.[16] Om de wetmatigheid van Moore vol te houden zal er dan moeten worden overgestapt op een fundamentele andere fysieke technologie, zoals chips die met licht schakelen, of een fundamenteel ander manier van denken over berekenen, zoals bijvoorbeeld quantumcomputers. Het is lastig te voorzien of deze ontwikkelingen dezelfde wetmatigheid zullen volgen, aangezien Moore zijn voorspelling deed over chips die uit silicium bestaan
- de laatste jaren zijn al verschuivingen waar te nemen in de ontwikkeling van computerchips. Zo neemt bijvoorbeeld de kloksnelheden van processoren lang niet meer zo snel toe als in de jaren 1990-2000 omdat het moeilijker wordt de warmte die vrijkomt af te voeren.[17] Hierdoor zien we enkele verschuivingen:
  - parallelisme: het plaatsen van meerdere computerchips naast elkaar, bijvoorbeeld in dual-core- of quad-core-opstellingen. Hoewel het aantal transistoren nog altijd wetmatig groeit, is het schrijven van software voor deze nieuwe situatie significant lastiger
  - de behoefte vanuit de consumentenmarkt voor nog snellere computerchips lijkt een zeker plateau te hebben bereikt. Veel consumenten willen geen snellere chips, maar energiezuinigere chips, als ze al een behoefte aan nieuwe chips hebben. De markt voor relatief krachtige consumenten-PC's is de afgelopen 10 jaar gekrompen, onder andere door de opkomst van tablets en smartphones, die voor veel consumenten genoeg functionaliteit bieden.[18][19]

#### Kritiek vanuit de kunstmatige intelligentie
- singulariteit stelt de ontwikkeling van kunstmatige intelligentie te simpel voor. Zelfs als een computerchip tegen 2045 evenveel verbindingen zou hebben als het menselijk brein, dan zou dat er niet automatisch voor zorgen dat die chip ook bewustzijn ontwikkelt. Hier wordt een complex kennis- en softwarevraagstuk, namelijk hoe we intelligentie kunnen bouwen of kunnen laten ontstaan, gereduceerd tot een enkele meetbare hardware-factor: de hoeveelheid transistoren
- parallel hiermee is ook het argument van verminderend nut van een steeds grotere rekenkracht. Een dubbel zo snelle computer is bijvoorbeeld zeker niet dubbel zo nuttig. Vraag in deze context is of ze dubbel zo intelligent is. De afhankelijkheid lijkt eerder logaritmisch

#### Kritiek vanuit innovatiewetenschap
Door de wet van Moore impliciet als natuurwet aan te wijzen worden sociale aspecten van innovatieprocessen genegeerd:
- over alle sectoren samen lijkt er geen sprake te zijn van een steeds snellere en makkelijkere innovatie, gemeten aan het aantal patenten per onderzoeker per jaar. Het tegendeel blijkt waar en de wet van verminderende meeropbrengsten lijkt van toepassing.[20] Technologische groei kan, zoals elk biologisch groeiproces, met een S-curve in plaats van een exponentiële curve beschreven worden: eerst lijkt de curve exponentieel tot er een fundamentele limiet bereikt wordt en de groei afneemt. De verst mogelijke limiet wordt gesteld door de onveranderlijke natuurwetten. Andere factoren (zoals economische) kunnen de groei nog eerder beperken
- ondanks een veel groter aantal werkzame onderzoekers dan vroeger zijn er al lang geen nieuwe fundamentele natuurwetten of krachten meer gevonden die industrieel bruikbaar zijn. De sterke kernkracht, ontdekt in de jaren 1930 en samen met elektromagnetisme en zwakke kernkracht in de jaren 1970 samengebracht in het standaardmodel was de laatste. Er zijn nog enkele waarnemingen die niet goed verklaard zijn, zoals bijvoorbeeld donkere materie en donkere energie, maar die spelen enkel op gigantische schaal. Het bouwen van steeds snellere computers of het verkrijgen van bovenmatige intelligentie verandert niets aan de fundamentele limieten gesteld door de natuurkrachten

#### Kritiek vanuit de geschiedkunde
- critici voeren aan dat de logaritmische figuren die prominent aanwezig zijn in het werk van Kurzweil en die het steeds sneller innoveren van de mens moeten aantonen zijn enkele logaritmisch door het selectief uitpikken van 'belangrijke' uitvindingen.[21] In de figuren wordt relatief veel belang gehecht aan nieuwe uitvindingen. De sterke groei van kennis en kunde tijdens de 3 industriële revoluties kan echter moeilijk ontkend worden, al is het dus niet zeker dat ze exponentieel is en hoever ze doorgetrokken kan worden naar de toekomst
- oude innovaties zorgden relatief voor een veel grotere verhoging van welvaart en comfort.[22] Vergelijk bijvoorbeeld de invoering van de waterleiding, elektriciteit en riolering in een willekeurig Belgisch dorp in de jaren 1950-1960 met de aanleg van internet in de jaren 1990

#### Kritiek vanuit de ecologie
- het singulariteit-denken doet geen uitspraken over de beperkende factor die de natuur speelt.[23] Sinds de industriële revolutie zijn de mogelijkheden om grondstoffen op grotere schaal te gebruiken en te ontginnen wel sterk toegenomen, maar tegenwoordig houden we ook rekening met onze ecologische voetafdruk

#### Kritiek vanuit de menswetenschappen
- het singulariteitsdenken is populair onder technologisch deterministen, de in onze maatschappij dominante ideologie die stelt dat technologische ontwikkelingen de enige echte bron van maatschappelijke verandering zijn. De mensheid is in deze visie slechts een speelbal die reageert op technologische ontwikkelingen. Aan de andere kant van het spectrum vinden we Sociaal Constructivisten die stellen dat de mens de belangrijkste richtinggever is, en zo bepaalt welke technologieën wel en niet ontwikkeld of toegelaten worden. Zo hebben we bijvoorbeeld de grootschalige toepassing van kernenergie afgewezen. Beide perspectieven zijn problematisch omdat ze mono-causaal zijn: slechts één factor zou bepalend zijn. De realiteit is veel complexer. Singulariteitsdenken is sterk reductionistisch en deterministisch. Simpele verhalen die onze complexe wereld menen te verklaren of voorspellen zijn altijd populair, maar ze zijn ook gevaarlijk
- het singulariteitsdenken vertoont veel gelijkenissen met religieus denken. Een populaire uitdrukking in het Engels is de zinsnede The rapture of the nerds (vrij vertaald de ten hemelvaring van de nerds) als critici verwijzen naar wat veel singulariteitsenthousiastelingen, althans volgens deze critici, beogen. Er wordt ook wel gesproken over het singularitarianisme, een techno-spirituele geloofsovertuiging die het bereiken van de singulariteit als doel heeft
  - hoewel aanhangers zichzelf graag als wetenschappelijk zien, en op cijfers en wetmatigheden als de wet van Moore wijzen, reflecteren ze niet op de invloed die hun eigen psychologische of sociale behoeftes hebben op de aantrekkelijkheid en overtuigingskracht van deze toekomstvisie.[24] Het singulariteitsdenken biedt net als het geloof een vorm van inclusiviteit ("onze groep begrijpt het wel"), stabiliteit ("ik heb grip op de toekomst") en superioriteit ("wij zitten dichter bij die toekomst dan anderen")
  - het is moeilijk om een rationeel debat te voeren over potentiële invloed van zeer jonge technologieën zoals nano-technologie. Toch worden dit soort ontwikkelingen als argumenten aangevoerd, bijvoorbeeld als oplossing voor de eindigheid van de wet van Moore. Kritiek op deze deus-ex-machina argumentatie wordt al snel afgewezen, bijvoorbeeld als neo-ludisme, of als een gebrek aan fantasie en inlevingsvermogen. Het singulariteitsdenken vraagt hier om een vorm van geloof in technologie[24]
- media-archeologen wijzen erop dat we voorspellingen die niet uitkwamen, en technologieën die de markt niet bereiken, vergeten.[25] Wanneer we terugkijken op de geschiedenis is het daardoor eenvoudiger om haar als een rechte lijn naar het nu te zien. Zo schetste Karl Marx de hele menselijke geschiedenis als een onvermijdelijke reis naar het communisme. Dit wordt door geschiedkundigen en retorici een teleologische argumentatie genoemd. Ze reduceert ons complexe verleden tot een projectieoppervlak van onze hedendaagse denkbeelden.

#### Kritiek vanuit de retorica
Het singulariteitsdenken vertoont weinig kritische reflectie op de retorische patronen in haar gedachtegoed. De voorspellingen zijn voorspelbaar:
- toekomstvoorspellers wijzen vaak op de komst van revoluties.[26] Zo'n breuk speelt in op het menselijke verlangen om met een schone lei te kunnen beginnen, en heeft als voordeel dat ze alles wat ervoor kwam als niet meer relevant kan beschouwen. Dit is een manier om nieuwe machtsverhoudingen te ontwikkelen, en is bijvoorbeeld goed te herkennen in de narratieven die dictaturen schetsen om oppositie tegen te gaan
- toekomstvoorspellers plaatsen belangrijke historische breukmomenten binnen bereik van de huidige generatie mensen.[26] Wanneer zo'n moment te ver in de toekomst wordt geplaatst, dan vermindert de interesse van mensen in zo'n voorspelling. Het tegenovergestelde speelt ook: wanneer zo'n moment op te korte termijn wordt voorspeld, bijvoorbeeld binnen 5 jaar, dan zou het gaan opvallen dat de politieke realiteit niet wordt meegewogen

#### Kritiek vanuit de politiek
- het singulariteitsconcept vertoont kenmerken van een goede meme, wat de verspreiding van het idee vergemakkelijkt.[27] Ze draagt bij aan de populariteit van het technologisch deterministisch denken in de maatschappij en onder beleidsmakers. Wanneer beleidsmakers meegaan met het idee dat technologische ontwikkelingen niet te stoppen zijn, ontstaat er een selffulfilling prophecy en wordt technologie niet meer goed gereguleerd
- het singulariteitsdenken leidt af van de werkelijke problematiek rondom kunstmatige intelligentie waar we nu al mee worstelen. Een toenemend vertrouwen in het vermogen van 'slimme' algoritmes om oordelen te vellen en keuzes te maken, leidt tot nieuwe vormen van ongelijkheid in de maatschappij. Deze nieuwe vorm van macht blijft onderbelicht.[28]

"The real danger, then, is not machines that are more intelligent than we are usurping our role as captains of our destinies. The real danger is basically clueless machines being ceded authority far beyond their competence." - Daniel Dennett

## Fictie en moderne cultuur
Een van de eerste referenties aan de technologische singulariteit komt voor in het kortverhaal Answer, geschreven door sciencefictionschrijver Frederic Brown in 1954.
Fictieve beschrijvingen van de singulariteit vallen gewoonlijk in een van deze vier categorieën:
- AI's en technologisch verbeterde mensen, dikwijls nog steeds minderwaardig aan de AI's: Charles Stross, Jacek dukaj, The Culture van Iain M. Banks, de Deus Ex-computerspellen en de Halo-videospellenserie
- AI's en baseline-mensen, soms ook wel lokale singulariteit genoemd: Cylons of Battlestar Galactica (nieuwe versie), Colossus: The Forbin Project, the Matrix, Terminator en TimeSplitters: Future Perfect (videospel)
- biologisch geëvolueerde mensen die de ruimte verkennen: Ancients in Stargate SG-1, Sid Meiers Alpha Centauri, Shapers in Bruce Sterlings Shaper/Mechanist setting
- technologisch verbeterde mensen die de ruimte verkennen: The Gentle Seduction door Marc Stiegler, Mechanists in Bruce Sterlings Shaper/Mechanist setting

Als aanvulling bij de verhalen van Vinge hebben nog verschillende andere sciencefictionschrijvers verhalen gepubliceerd met de singulariteit als centraal thema. De meest bekende zijn William Gibson, Charles Stross, Karl Schroeder, Greg Egan, Greg Bear, Iain M. Banks, Neal Stephenson, Bruce Sterling, Damien Broderick en Jacek Dukaj. Ken Mac Leod beschreef de singulariteit als extase voor nerds in zijn novelle uit 1998 The Cassini Division. Het singulariteitsthema komt veel voor in cyberpunknovellen. Een van de bekendste voorbeelden is de zichzelf verbeterende AI Neuromancer in de gelijknamige novelle van William Gibson. Sommige oudere sciencefictionboeken zoals Childhood's End van Arthur Clarke, Isaac Asimovs The Last Question en The Last Evolution van W. Campbell beschrijven al zoiets als de technologische singulariteit. Een novelle gepubliceerd op Kuro5hin in 1994 genoemd the metamorphosis of prime intellect beeldt het leven uit na een singulariteit, op gang gebracht door AI. Somberder is het klassieke kortverhaal van Harlan Ellison I have no mouth and I must scream waarin een superintelligente computer de mensheid uitroeit op een handjevol na om deze eeuwig in leven te houden en te kwellen als wraak voor zijn als zinloos ervaren bestaan.
Het online sciencefiction wereldbouwend project Orion's Arm handelt ook over de singulariteit, net zoals sommige videospelletjes zoals TimeSplitters: Future perfect, waar de speler samen met mensen vecht tegen de robots in het jaar 2243. Halo en Deus Ex handelen ook over het singulariteitsthema, Het computerspel Sid Meier's Alpha Centauri handelt ook over een soort singulariteit met een 'Opstijgen tot transcendentie'.

### Film en televisie
Het eerste voorbeeld van een door AI gegenereerde singulariteit is in de film Colossus: The Forbin Project uit 1969. In de film bereikt een supercomputer van het Amerikaanse ministerie van Defensie zelfbewustzijn door middel van een steeds complexer wordend algoritme. zodra Colossus een staat van zelfbewustzijn bereikt heeft, maakt hij een verbinding met zijn Sovjettegenhanger Guardian. Samen verplichten ze de mensheid tot vreedzame co-existentie.
The Matrix speelt zich af in een postsingulariteitswereld waarin AI de mensen domineert en onderwerpt voor eigen doeleinden. In The Terminator bereikt de AI Skynet zelfbewustzijn en lanceert kernkoppen om de mensheid te vernietigen. In de film Ex Machina ontsnapt zelfbewuste AI-robot Ava via een list aan de upgrade naar versie singularity van zichzelf.
Ook het tekenfilmgenre exploreerde al het singulariteitsthema zoals Vinge en Kurzweil het voorstellen in hun geschriften. Ghost in the Shell speelt zich af in een wereld waarin wetware (menselijk bewustzijn) de overhand heeft en machine bewustzijn begint te ontwikkelen. Een andere anime is Serial Experiments: Lain en behandelt het thema van downloaden van bewustzijn.

### Onderwerpen
- Technologische utopie
- Menselijke verbeteringstechnologieën
- Bionisch implantaat
- Regeneratieve geneeskunde
- Man van zes miljoen
- Kunstmatige intelligentie
- Nanotechnologie
- Robot
- Cyborg
- Multiversum
- Kwantumcomputer
- Wet van Moore

### Personen
- Seth Lloyd
- Aubrey de Grey
- James Gardner
- Eric Drexler
- Vernor Vinge
- Raymond Kurzweil
- Robert Ettinger

### Stromingen
- Transhumanisme
- Posthumanisme